# Ephies hefferni
Ephies hefferni là một loài bọ cánh cứng trong họ Cerambycidae.